# مساجلة شعرية
المساجلة الشعرية أو المطاردة الشعرية هي نوع من السجال والمبارزة الشعرية، بحيث يبتدأ شخص بذكر بيت، فيقوم الثاني بذكر بيت آخر مبتدئًا بقافية (آخر حرف) البيت السابق؛ وأحيانًا على الشخص الآخر نظم بيت شعر، ثم يفعل الأول مثله، وهكذا.

## أشهر ما تطوَّر من المساجلة الشعرية
تطوَّر شكل بعض المساجلات الشعرية، فأخذت أسلوبًا مغايرًا، ومنها:
- النقائض: كانت بين الفرزدق وجرير، بحيث يهجو كل واحد منهما الآخر، وعلى المهجو الرد بقصيدة مع التقيد بوزن وقافية القصيدة المذمومة.
- معارضات شعرية: أن ينظم شاعر أبيات بنفس وزن وقافية وغرض قصيدة سابقة، وأحيانًا بنفس الوزن والقافية فقط؛ ومن أشهرها بردة البوصيري وهي معارضة شعرية إلى بردة كعب بن زهير.